# Концерт для скрипки з оркестром (Берг)
Концерт для скрипки з оркестром Альбана Берга написаний 1935 року і став, імовірно, найвідомішим твором композитора. 
Твір був написаний на замовлення скрипаля Луїса Краснера. Робота над концертом була на деякий час відкладена через роботу над оперою «Лулу», проте передчасна смерть талановитої 19-річної скрипальки Манон Гропіус, доньки Альми Малер (колишньої дружини Густава Малера) спонукала Берга відкласти «Лулу» і прийнятись за концерт, який був присвячений «Пам'яті ангела». Цей твір став останнім завершеним твором композитора, прем'єра концерту відбулася вже після смерті автора 19 квітня 1936 року в Барселоні.
Концерт триває близько двадцяти чотирьох хвилин і має дві частини: I — Andante, II - Allegro. Крім того, кожна з частин має у собі ще дві: I — Andante  і Allegretto, II — Allegro та Adagio. 
Як і у більшості творів А.Берга, у концерті поєднано додекафонічну техніку з більш вільними, тональними епізодами. Примітна серія, що стала основою тематизму концерту:
Залучаючи усі 12 звуків хроматичного звукоряду, у серії наявне виразне тональне підпорядкування — сусідні звуки складаються у мажорні та мінорні тризвуки (перші три — соль мінорний і т.д.), до того ж серія включає усі відкриті струни скрипки. Останні 4 звуки серії є першими звуками хоралу Es ist genug («Це — кінець»), який повністю проходить у Бахівській гармонізації у другій частині концерту. Також композитор використав каринтійську народну пісню, яка звучить в коді першої частини.